# Henik Luiz de Andrade
Henik Luiz de Andrade (født 8. september 1989) er en brasiliansk fodboldspiller, som spiller for den japanske fodboldklub Tochigi SC.